# Liolaemus azarai
Liolaemus azarai — вид ігуаноподібних ящірок родини Liolaemidae. Мешкає в Аргентині і Парагваї.

## Поширення і екологія
Liolaemus azarai відомі з двох місцевостей в провінції Коррієнтес на північному сході Аргентини, а також з місцевості на острові Апіпе, розташованому на річці Парана в парагвайському департаменті Ітапуа. Вони живуть на піщаних дюнах, порослих чагарниками і невисокими деревами.

## Збереження
МСОП класифікує цей вид як такий, що перебуває на межі зникнення. Liolaemus azarai загрожує знищення природного середовища.